# Lijst van nummer 1-albums in de Nederlandse Album Top 100 in 2016
Onderstaande albums stonden in 2016 op nummer 1 in de Nederlandse Album Top 100. De lijst wordt samengesteld door GfK Dutch Charts.
| Nummer | Datum        | Artiest                   | Titel                         |
| ------ | ------------ | ------------------------- | ----------------------------- |
| 759    | 2 januari    | Adele                     | 25                            |
|        | 9 januari    | Adele                     | 25                            |
| 760    | 16 januari   | David Bowie               | Blackstar                     |
|        | 23 januari   | David Bowie               | Blackstar                     |
|        | 30 januari   | David Bowie               | Blackstar                     |
|        | 6 februari   | David Bowie               | Blackstar                     |
| 759    | 13 februari  | Adele                     | 25                            |
| 761    | 20 februari  | Lil' Kleine               | WOP!                          |
|        | 27 februari  | Lil' Kleine               | WOP!                          |
|        | 5 maart      | Lil' Kleine               | WOP!                          |
| 762    | 12 maart     | Anouk                     | Queen For A Day               |
| 761    | 19 maart     | Lil' Kleine               | WOP!                          |
|        | 26 maart     | Lil' Kleine               | WOP!                          |
|        | 2 april      | Lil' Kleine               | WOP!                          |
|        | 9 april      | Lil' Kleine               | WOP!                          |
|        | 16 april     | Lil' Kleine               | WOP!                          |
|        | 23 april     | Lil' Kleine               | WOP!                          |
| 763    | 30 april     | Beyoncé                   | Lemonade                      |
| 764    | 7 mei]       | Broederliefde             | Hard Work Pays Off 2          |
| 763    | 14 mei       | Beyoncé                   | Lemonade                      |
| 764    | 21 mei       | Broederliefde             | Hard Work Pays Off 2          |
| 765    | 28 mei       | Ariana Grande             | Dangerous Woman               |
| 764    | 4 juni       | Broederliefde             | Hard Work Pays Off 2          |
|        | 11 juni      | Broederliefde             | Hard Work Pays Off 2          |
|        | 18 juni      | Broederliefde             | Hard Work Pays Off 2          |
| 766    | 25 juni      | The Red Hot Chili Peppers | The Getaway                   |
| 767    | 2 juli       | Coldplay                  | A Head full of dreams         |
|        | 9 juli       | Coldplay                  | A head full of dreams         |
| 764    | 16 juli      | Broederliefde             | Hard Work Pays Off 2          |
|        | 23 juli      | Broederliefde             | Hard Work Pays Off 2          |
|        | 30 juli      | Broederliefde             | Hard Work Pays Off 2          |
|        | 6 augustus   | Broederliefde             | Hard Work Pays Off 2          |
|        | 13 augustus  | Broederliefde             | Hard Work Pays Off 2          |
|        | 20 augustus  | Broederliefde             | Hard Work Pays Off 2          |
|        | 27 augustus  | Broederliefde             | Hard Work Pays Off 2          |
|        | 3 september  | Broederliefde             | Hard Work Pays Off 2          |
|        | 10 september | Broederliefde             | Hard Work Pays Off 2          |
| 768    | 17 september | Ancora                    | Door weer en wind             |
| 769    | 24 september | Jan Smit                  | 20                            |
| 770    | 1 oktober    | Shawn Mendes              | Illuminate                    |
| 771    | 8 oktober    | O'G3NE                    | We got this                   |
| 772    | 15 oktober   | Frans Bauer               | Geluk hoop en liefde          |
| 773    | 22 oktober   | Jonna Fraser              | Blessed                       |
| 774    | 29 oktober   | Leonard Cohen             | You want it darker            |
| 775    | 5 november   | Kensington                | Control                       |
| 776    | 12 november  | Robbie Williams           | The Heavy entertainment show  |
| 774    | 19 november  | Leonard Cohen             | You want it darker            |
| 777    | 26 november  | Metallica                 | Hardwired... To Self-Destruct |
| 778    | 3 december   | Kinderen Voor Kinderen    | Voor altijd jong! - 37        |
| 779    | 10 december  | The Rolling Stones        | Blue & Lonesome               |
|        | 17 december  | The Rolling Stones        | Blue & Lonesome               |
|        | 24 december  | The Rolling Stones        | Blue & Lonesome               |
|        | 31 december  | The Rolling Stones        | Blue & Lonesome               |